# Jan Versteegh
Jan Lodewijk Versteegh (Rotterdam, 31 december 1985) is een Nederlandse presentator, verslaggever en zanger.

## Biografie

### Docent
Versteegh begon aan een studie vrijetijdsmanagement, die hij na een jaar verliet voor de studie Productie Podiumkunst. Deze studie was niet helemaal wat Versteegh erin zocht en dus besloot hij zijn diploma te halen bij de Academie voor Lichamelijke Opvoeding, om vervolgens docent lichamelijke opvoeding te worden. Naast dit werk probeerde hij zo veel mogelijk met presenteren bezig te zijn.

### PowNews (2012–2014)
In 2012 stopte Versteegh met lesgeven om zich op zijn televisiecarrière te richten. Hij werd verslaggever bij PowNews. In 2013 deed hij mee aan Expeditie Robinson en viel daar als achtste af.

### BNNVARA (2014–2019)
Na twee jaar als verslaggever bij PowNews, waar hij opviel met enkele gedurfde reportages, maakte Versteegh de overstap naar BNN. Daar ging hij onder andere Spuiten en Slikken presenteren. Ook werkte hij mee aan Spuiten en Slikken op Reis. In 2014 was hij ook kandidaat bij De Slimste Mens. Hier behaalde hij de finaleweek en werd uiteindelijk vierde. Ook verscheen hij als panellid in het programma Ranking the Stars van collega Paul de Leeuw.
In 2014 behoorde Versteegh tot de top 8 kandidaten voor de Televizier Aanstormend Talent Award, een nevenprijs van het Gouden Televizier-Ring Gala. Deze werd uiteindelijk gewonnen door Ruud Feltkamp, maar een jaar later won Versteegh de prijs alsnog.
In het eerste seizoen van It Takes 2, in 2016, is Versteegh, met als coach Trijntje Oosterhuis, tot winnaar bekroond. Naar aanleiding hiervan besloot hij om een album uit te brengen. Ook heeft hij op 24 april 2016 zijn debuutsingle 7 Years uitgebracht. In juni van dat jaar was Versteegh te zien samen met Tim Hofman in een uitgebreide fotorapportage in de L'HOMO.
In 2017 maakte Versteegh meerdere programma's voor BNNVARA, waaronder Proefkonijnen, Jan de Belastingman en Jan wordt vader. Het jaar erop was Versteegh nog te zien in het programma Wie is de Mol? van de AVROTROS, waarin hij de Mol was.

### SBS6 (2019–heden)
Sinds 1 januari 2019 werkt Versteegh bij SBS6, waar hij van januari tot en met juni 2019 het programma 6 Inside presenteerde. Dit moest het nieuwe vooravond-programma van de zender worden, maar werd geen succes. Het programma werd van de buis gehaald. Het eerste grote spelprogramma wat Versteegh voor SBS maakte was De Gordon tegen Dino Show met Gordon en Jandino Asporaat. Hiervan werd slechts één seizoen gemaakt.
Sinds 26 augustus 2019 presenteert Versteegh het televisieprogramma Lingo, dat daarmee terugkeerde op de televisie. Sinds het najaar van 2019 is er ook een spin-offserie genaamd Vrienden van Lingo dat ook gepresenteerd wordt door Versteegh. Later volgden nog een VIP-editie. Ook maakte Versteegh nog één seizoen van het van RTL 4 overgenomen programma Echt Waar?! samen met Soundos El Ahmadi en Leo Alkemade.
In 2020 presenteerde hij twee nieuwe programma's voor SBS6. Samen met Martien Meiland maakte hij het zaterdagavond-programma BINGO! De 100.000 euro quiz. En hij presenteerde de miniatuurbouwwedstrijd Klein Maar Fijn. In oktober 2021 presenteerde hij met Wendy van Dijk De Dansmarathon. Samen met Ramon Verkoeijen maakt hij de podcast 'De Beste Smaak van Nederland'. Ook presenteert hij sinds 22 oktober 2023 De Bondgenoten. Hierbij wordt hij tijdens zijn vakanties of andere drukke periodes (als hij andere presentatieklussen krijgt) vervangen door Tooske Ragas.

## Televisie

### Als presentator
- Verslaggever van PowNews (PowNed) (2012–2014)
- Spuiten en Slikken (BNN) (2014)
- Spuiten en Slikken op Reis (BNN) (2014–2016)
- 3 op Reis Backpack (BNN) (2015)
- The Freestyle Games (BNN (2015)
- Jan Is De Beste (BNN) (2015)
- Jan versus Geraldine (BNN) (2016)
- Proefkonijnen  (BNN) (2016–2017)
- Quickest Quiz (BNN) (2017)
- De Avond van de Filmmuziek (BNNVARA) (2017–2018)
- Jan de Belastingman (BNNVARA) (2017)
- Jan wordt vader (BNNVARA) (2017)
- De Nationale 2017 Test (BNNVARA) (2017)
- RIJK! (BNNVARA) (2018)
- 6 Inside (SBS6) (2019)
- De Gordon tegen Dino Show (SBS6) (2019)
- Lingo (SBS6,NET5) (2019–2023)
- Echt Waar?! (SBS6) (2019)[13]
- Vrienden van Lingo (KIJK) (2019)
- Lingo VIPS (SBS6, KIJK) (2020,2023)
- BINGO! De 100.000 euro quiz (SBS6) (2020)
- Klein maar fijn (SBS6) (2020–heden)
- Iedereen is van de wereld (SBS6) (2021)
- Missions Impossible (SBS6) (2021)
- De VriendenLoterij dansmarathon (SBS6) (2021)
- De laatste vraag (SBS6) (2021)
- Shownieuws Zomereditie (SBS6) (2022, invaller)
- VriendenLoterij: De winnaars (RTL 4) (2022-heden)
- Kinderen kopen een huis (SBS6) (2023)
- Een jaar van je leven (SBS6) (2023, finale)
- Red Bull Stalen Ros (SBS6) (2023)
- De Bondgenoten (SBS6) (2023-heden)
- No Way Back (SBS6) (2024)
- Muscles & Brains (NET5) (2024)
- De beste wensen (SBS6) (2024), een van de presentatoren
- No Way Back VIPS (SBS6) (2025-heden)
- Let's Play Ball (SBS6) (2025)

### Als kandidaat
- Expeditie Robinson (2013) – negende plaats
- De Slimste Mens (2014) – vierde plaats
- Ranking the Stars (2014, 2016, 2018)
- Televizier Talent Award (2014) – top 8
- Televizier Talent Award (2015) – winnaar
- It Takes 2 (2016) – winnaar
- Weet Ik Veel (2016) – derde plaats
- Ik hou van Holland (2016)
- Big Fish Klaas (2017)
- The Big Music Quiz (2017)
- Wie is de Mol? (2018) – de Mol
- Mars tegen Venus (2019) – teamcaptain
- Britt's Beestenbende (2020)
- Code van Coppens: De wraak van de Belgen (2021) – deelnemers-duo met Viktor Brand
- Think Inside the Box (2022)
- The Connection (2022)
- Het Jachtseizoen (2022) - deelnemers-duo met Sander Lantinga
- Top 4000 Muziekquiz (2022) - deelnemers-duo mer Francis van Broekhuizen
- Make Up Your Mind (2023)
- Alles is Muziek (2023)
- Ik hou van Holland (2023)
- Hart tegen hart (2025)

### Als acteur
- De TV Kantine (2020) – dragqueen "Lucille Bal" in persiflage van RuPaul's Drag Race

## Film
- 2018: Gek van Oranje, als Roy van Leer
- 2018: Pieter Konijn, als Benjamin Bunny (Nederlandse versie, stem)
- 2018: Hotel Transylvania 3: Summer Vacation, als De Kraken (Nederlandse versie, stem)
- 2022: De Grote Sinterklaasfilm: Gespuis in de speelgoedkluis, als Mats[14]

## Discografie

### Albums
| Album met eventuele hitnotering(en) in de Nederlandse Album Top 100 | Datum van verschijnen | Datum van binnenkomst | Hoogste positie | Aantal weken | Opmerkingen |
| ------------------------------------------------------------------- | --------------------- | --------------------- | --------------- | ------------ | ----------- |
| It Takes Swing with Astrid Loeffen                                  | 13-05-2016            | 21-05-2016            | 8               | 7*           | Coveralbum  |

## Privé
Versteegh is getrouwd, heeft twee dochters en is woonachtig in Diemen.

## Trivia
- Jan is exact op dezelfde dag geboren als zijn naamgenoot zanger Jan Smit.

- Virtual International Authority File: 3298155466470102160001
- WorldCat: E39PBJpJdyq7CtTrTBbV3hkkXd